# إل سيرريتو (كاليفورنيا)
إل سيرريتو (بالإنجليزية: El Cerrito)‏ هي إحدى مدن مقاطعة كونترا كوستا، كاليفورنيا. اعطيت لقب مدينة في 23 أغسطس، 1917.

## التركيبة السكانية
حدّد مكتب تعداد الولايات المتحدة بيانات التركيبة السكانية لإل سيرريتو في تعداد الولايات المتحدة. في ما يلي، التركيبة السكانية حسب تعدادي 2000 و2010.

### تعداد عام 2000
بلغ عدد سكان إل سيرريتو 23,171 نسمة بحسب تعداد عام 2000، وبلغ عدد الأسر 10,208 أسرة وعدد العائلات 5,970 عائلة مقيمة في المدينة. في حين سجلت الكثافة السكانية 2,436.5 نسمة لكل كيلومتر مربع (6,310.5/ميل2). وبلغ عدد الوحدات السكنية 10,462 وحدة بمتوسط كثافة قدره 1,100.1 لكل كيلومتر مربع (2,849.2/ميل2).
وتوزع التركيب العرقي للمدينة بنسبة 57.79% من البيض و8.54% من الأمريكيين الأفارقة و0.50% من الأمريكيين الأصليين و24.38% من الأمريكيين ذوي الأصول الآسيوية و0.25% من سكان جزر المحيط الهادئ و3.06% من الأعراق الأخرى و5.48% من عرقين مختلطين أو أكثر و7.93% من الهسبانيون أو اللاتينيون من أي عرق.
بلغ عدد الأسر 10,208 أسرة كانت نسبة 22.9% منها لديها أطفال تحت سن الثامنة عشر تعيش معهم، وبلغت نسبة الأزواج القاطنين مع بعضهم البعض 45.4% من أصل المجموع الكلي للأسر، ونسبة 9.7% من الأسر كان لديها معيلات من الإناث دون وجود شريك،  بينما كانت نسبة 3.4% من الأسر لديها معيلون من الذكور دون وجود شريكة وكانت نسبة 41.5% من غير العائلات. تألفت نسبة 30.4% من أصل جميع الأسر من عدة أفراد يعيشون في نفس المنزل ونسبة 12.8% كانت تتألف من شخص يعيش بمفرده يبلغ من العمر 65 عاماً أو أكثر. وبلغ متوسط حجم الأسرة المعيشية 2.25، أما متوسط حجم العائلات فبلغ 2.81.
بلغ العمر الوسطي للسكان 42.7 عاماً. وكانت نسبة 15.9% من القاطنين تحت سن الثامنة عشر، وكانت نسبة 6.7% بين الثامنة عشر والرابعة والعشرين عاماً، ونسبة 31.1% كانت واقعةً في الفئة العمرية ما بين الخامسة والعشرين والرابعة والأربعين عاماً، ونسبة 25.7% كانت ما بين الخامسة والأربعين والرابعة والستين، ونسبة 19.8% كانت ضمن فئة الخامسة والستين عاماً فما فوق. يوجد لكل 100 أنثى 90.3 ذكر، ويوجد لكل 100 أنثى في الثامنة عشر من عمرها فما فوق 87.2 ذكر.
بلغ متوسط دخل الأسرة في المدينة 57,253 دولارًا، أما متوسط دخل العائلة فبلغ 69,397 دولارًا. وكان متوسط دخل الذكور 50,316 دولارًا مقابل 40,866 دولارًا للإناث. وسجل دخل الفرد الخاص بالمدينة 32,593 دولارًا. وكانت نسبة 3.5% من العائلات ونسبة 6.7% من السكان تحت خط الفقر، وكان من هؤلاء نسبة 8.1% تحت سن الثامنة عشر ونسبة 3.9% في الخامسة والستين من العمر وما فوق.

### تعداد عام 2010
بلغ عدد سكان إل سيرريتو 23,549 نسمة بحسب تعداد عام 2010، وبلغ عدد الأسر 10,142 أسرة وعدد العائلات 6,166 عائلة مقيمة في المدينة. في حين سجلت الكثافة السكانية 2,476.2 نسمة لكل كيلومتر مربع (6,413.3/ميل2). وبلغ عدد الوحدات السكنية 10,716 وحدة بمتوسط كثافة قدره 1,126.8 لكل كيلومتر مربع (2,918.4/ميل2).
وتوزع التركيب العرقي للمدينة بنسبة 53.26% من البيض و7.72% من الأمريكيين الأفارقة و0.45% من الأمريكيين الأصليين و27.34% من الأمريكيين ذوي الأصول الآسيوية و0.16% من سكان جزر المحيط الهادئ و4.58% من الأعراق الأخرى و6.48% من عرقين مختلطين أو أكثر و11.13% من الهسبانيون أو اللاتينيون من أي عرق.
بلغ عدد الأسر 10,142 أسرة كانت نسبة 25.7% منها لديها أطفال تحت سن الثامنة عشر تعيش معهم، وبلغت نسبة الأزواج القاطنين مع بعضهم البعض 46.4% من أصل المجموع الكلي للأسر، ونسبة 10.3% من الأسر كان لديها معيلات من الإناث دون وجود شريك،  بينما كانت نسبة 4.1% من الأسر لديها معيلون من الذكور دون وجود شريكة وكانت نسبة 39.2% من غير العائلات. تألفت نسبة 29.1% من أصل جميع الأسر من عدة أفراد يعيشون في نفس المنزل ونسبة 11.7% كانت تتألف من شخص يعيش بمفرده يبلغ من العمر 65 عاماً أو أكثر. وبلغ متوسط حجم الأسرة المعيشية 2.31، أما متوسط حجم العائلات فبلغ 2.84.
بلغ متوسط العمر للسكان 43.5 عاماً. وكانت نسبة 17.4% من القاطنين تحت سن الثامنة عشر، وكانت نسبة 5.4% بين الثامنة عشر والرابعة والعشرين عاماً، ونسبة 29.4% كانت واقعةً في الفئة العمرية ما بين الخامسة والعشرين والرابعة والأربعين عاماً، ونسبة 29.9% كانت ما بين الخامسة والأربعين والرابعة والستين، ونسبة 17.9% كانت ضمن فئة الخامسة والستين عاماً فما فوق. وتوزع التركيب الجنسي للسكان بنسبة 48% ذكور و52% إناث.

## أعلام
- كلارك كير
- وولفرام إيبرهارد
- بيتي فرنسيسكو
- ألفرد أينشتاين
- اريك ألمان